# Buești
Buești est une commune du județ de Ialomița en Roumanie.